# Нижняя Кармалка
 Нижняя Кармалка  — село в Черемшанском районе Татарстана. Административный центр Нижнекармалкинского сельского поселения.

## География
Находится в южной части Татарстана на расстоянии приблизительно 15 км по прямой на север-северо-восток от районного центра села Черемшан у речки Шешма.

## История
Основано в первой половине XVIII века. В начале XX века имелась Никольская церковь.

## Население
Постоянных жителей было: в 1859—408, в 1889—1397, в 1897—1341, в 1910—1804, в 1920—1729, в 1926—1358, в 1949—961, в 1958—774, в 1970—633, в 1979—496, в 1989—317, в 2002 − 349 (русские 95 %), 294 в 2010.